# Кастель-Адзара
Кастель-Адзара (итал. Castell'Azzara) — коммуна в Италии, располагается в регионе Тоскана, в провинции Гроссето.
Население составляет 1733 человека (2008 г.), плотность населения составляет 27 чел./км². Занимает площадь 65 км². Почтовый индекс — 58034. Телефонный код — 0564.
Покровителем коммуны почитается святитель Николай Мирликийский, чудотворец, празднование 6 декабря.

## Демография
Динамика населения:

## Администрация коммуны
- Официальный сайт: http://www.comune.castellazzara.gr.it/